# 500 (numero)
Cinquecento (500) è il numero naturale dopo il 499 e prima del 501.

## Proprietà matematiche
- È un numero pari.
- È un numero composto da 12 divisori: 1, 2, 4, 5, 10, 20, 25, 50, 100, 125, 250, 500. Poiché la somma dei suoi divisori (escluso il numero stesso) è 592 > 500, è un numero abbondante.
- È un numero semiperfetto in quanto pari alla somma di alcuni (o tutti) i suoi divisori.
- È un numero di Harshad nel sistema numerico decimale.
- È un numero pratico.
- È un numero potente.
- È un numero congruente.
- È parte delle terne pitagoriche (140, 480, 500), (176, 468, 500), (300, 400, 500), (375, 500, 625), (500, 525, 725), (500, 1200, 1300), (500, 2475, 2525), (500, 3105, 3145), (500, 6240, 6260), (500, 12495, 12505), (500, 15621, 15629), (500, 31248, 31252), (500, 62499, 62501).
- È un numero ondulante nel sistema di numerazione posizionale a base 7 (1313).
- È un numero malvagio.

## Astronomia
- 500 Selinur è un asteroide della fascia principale del sistema solare.
- NGC 500 è una galassia della costellazione dei Pesci.

## Astronautica
- Cosmos 500 è un satellite artificiale russo.

## Rappresentazione
- Sistema di numerazione romano: D
- Sistema di numerazione ionico: φ´
- Sistema di numerazione cinese: 五百
- Sistema di numerazione egizio: | V1 | V1 | V1 | V1 | V1 |
- Sistema di numerazione armeno: Շ
- Sistema di numerazione cirillico: Ф

## Altre particolarità
- La banconota da 500 € è quella di taglio maggiore in corso.